# 2015年卡拉奇巴士槍擊案
2015年卡拉奇巴士槍擊案，是指於2015年5月13日，發生在巴基斯坦信德省卡拉奇Safoora 集市的槍擊事件。六名分乘三輛摩托車的槍手，對著行經該集市的一輛巴士開槍射擊後逃逸，造成至少45人死亡13人受傷，死者大多為什叶派伊斯玛仪派的支派之一尼扎里派的穆斯林。